# 彭家桥站
彭家桥站位于中华人民共和国江西省南昌市青山湖区北京东路，是南昌地铁1号线的地铁车站，名字来源于车站以西的彭家桥；车站于2015年12月26日和1号线一同启用。

## 车站结构
站厅在地下一层，站台在地下二层为岛式站台。
车站面积规划为21753㎡，核实为21537㎡，占地面积约35.18亩。
站后（东端）设有泊车线，作为临时列车停靠或折返备用轨道，增强运营调度灵活性；原设计为1号线与4号线换乘站，计划采用通道换乘预留换乘通道接口，实际施工并按照中间站建设，未作预留。
2014年3、4号线优化调整，4号线不再经过本站。

### 楼层
| 1层  | 地面               | 出入口                         |  |  |
| -1层 | 站厅               | 自动售票机、客服中心           |  |  |
| -2层 |                    | █ 1号线 往昌北机场（师大南路） |  |  |
|      | 岛式站台，左侧开门 |                                |  |  |
|      |                    | █ 1号线 往麻丘（谢家村）       |  |  |

### 出入口
本站共开放3个出入口，预留5个（站厅2个，物业3个）出入口。
| 编号                   | 指示               | 图片 | 建议前往的目的地                                                     |
| ---------------------- | ------------------ | ---- | -------------------------------------------------------------------- |
| 出口 · 1L              | （站厅处预留）     |      |                                                                      |
| 出口 · 2L · 升降机标志 | 北京东路北侧       |      | 江西省水利电力大学、江西工艺美术馆、上坊路、嘉合万世、江西省精神病院 |
| 出口 · 3L              | （站厅处预留）     |      |                                                                      |
| 出口 · 4L              | 北京东路南侧       |      | 彭桥路、彭家桥、大鹏公寓、南昌少春中学                               |
| 出口 · 5L              | 北京东路南侧       |      | 华赣大厦、香樟苑、厚德花园、恒茂国际都会                             |
| 出口 · 6L · 7L · 8L    | （商业长廊处预留） |      |                                                                      |
| 註： 設有              |                    |      |                                                                      |

## 历史
- 2009年6月2日《南昌市轨道交通1号线一期工程环境影响报告书（简本）》中本站名为北京东路站位于北京东路与上坊路交叉口[11][12]。
- 2010年8月30日的1号线一期24个站点暂用名定为北京东路站[2]。
- 2010年12月15日确定将改为彭家桥站[13]。
- 2014年1月23日3、4号线优化调整规划批前公示，4号线不再经过本站[7][8]。
- 2015年12月26日随1号线一期一同启用。
- 2017年9月出入口编号改动，A改2，C改4，E改5。[14][15][16]